# Bartolomé Ordóñez
Bartolomé Ordóñez (* um 1480? in Burgos; † 6. Dezember 1520 in Carrara, Italien) war neben Diego de Siloé, Felipe Bigarny und Andrés de Nájera einer der berühmtesten Renaissance-Bildhauer Spaniens.

## Leben
Von Bartolomé Ordóñez’ Leben ist nur wenig bekannt. In seinem Testament bezeichnet er sich als „Burgaleser“ (also aus Burgos oder der Umgebung stammend) und erwähnt eine Schwester, die dort lebt. Im Jahr 1515 gründete er eine Werkstatt in Barcelona, wo er drei Italiener (Simón de Bellalana, Victorio Cogono und Juan Florentino) als Mitarbeiter beschäftigte. Dadurch entstand die Vermutung, dass er einen Teil seiner künstlerischen Ausbildung in Italien erhalte habe. Im Jahr 1519 heiratete er in Barcelona Catalina Calaf, die jedoch noch im selben Jahr verstarb. Nur ein Jahr später verstarb auch Bartolomé Ordóñez auf einer Reise nach Carrara.

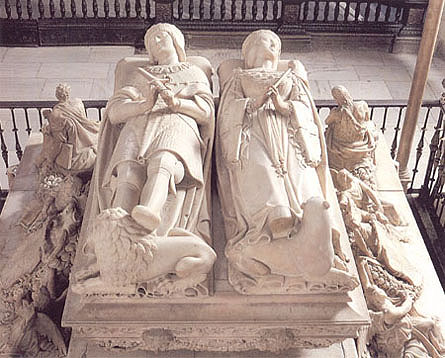
Grabmal für Philipp I. und Johanna in der Capilla Real in Granada

## Werk
Sein erster bekannter Auftrag ist die Schaffung des Chorgestühls und der Marmor-Ausgestaltung des Trascoro der Kathedrale von Barcelona. Wenige Monate später erhält er den Auftrag zur Herstellung einer nicht mehr existierenden Liegefigur des toten Christus für das Hospital de la Santa Creu. Im Dezember 1517 jedoch übernahm er zusammen mit Diego de Siloe einen Auftrag für die Kirche San Giovanni a Carbonara in Neapel. Sein berühmtestes Werk ist das – ursprünglich Domenico Fancelli zugesprochene – Grabmal für Philipp den Schönen (1478–1506) und Johanna die Wahnsinnige (1479–1455) in der Capilla Real der Kathedrale von Granada, das er jedoch nicht ganz vollendete. Im selben Jahr schufen er oder Angehörige seiner Werkstatt das Grabmal des Kardinals Francisco Jiménez de Cisneros in der Capilla de San Ildefonso des Colegio Mayor San Ildefonso der Universität von Alcalá de Henares (Spanien). Auch einige Grabmäler der Fonseca-Familie in der Kirche von Coca werden ihm zugeschrieben.
Eine Liste und Fotos seiner oder der ihm zugeschriebenen Werke findet sich im katalanischen Wikipedia-Artikel.